# Prado - Nueva Savona

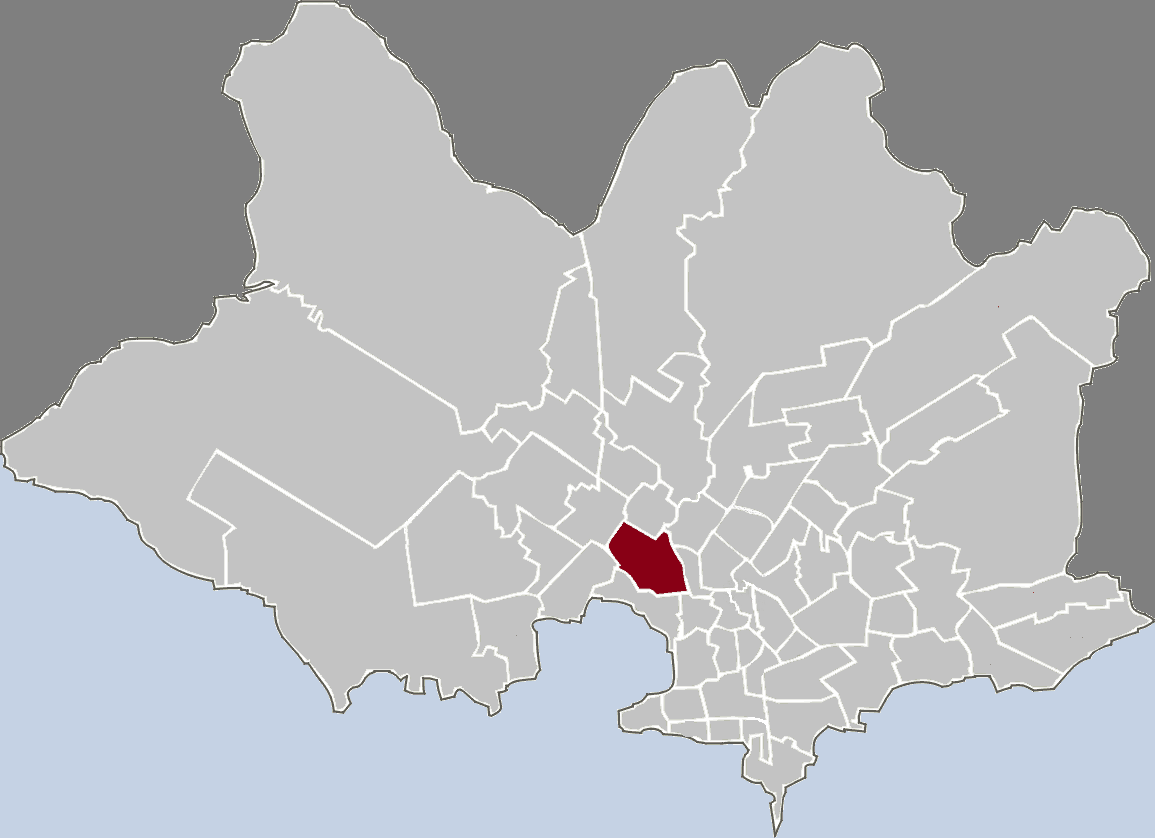
Lage von Prado - Nueva Savona in Montevideo

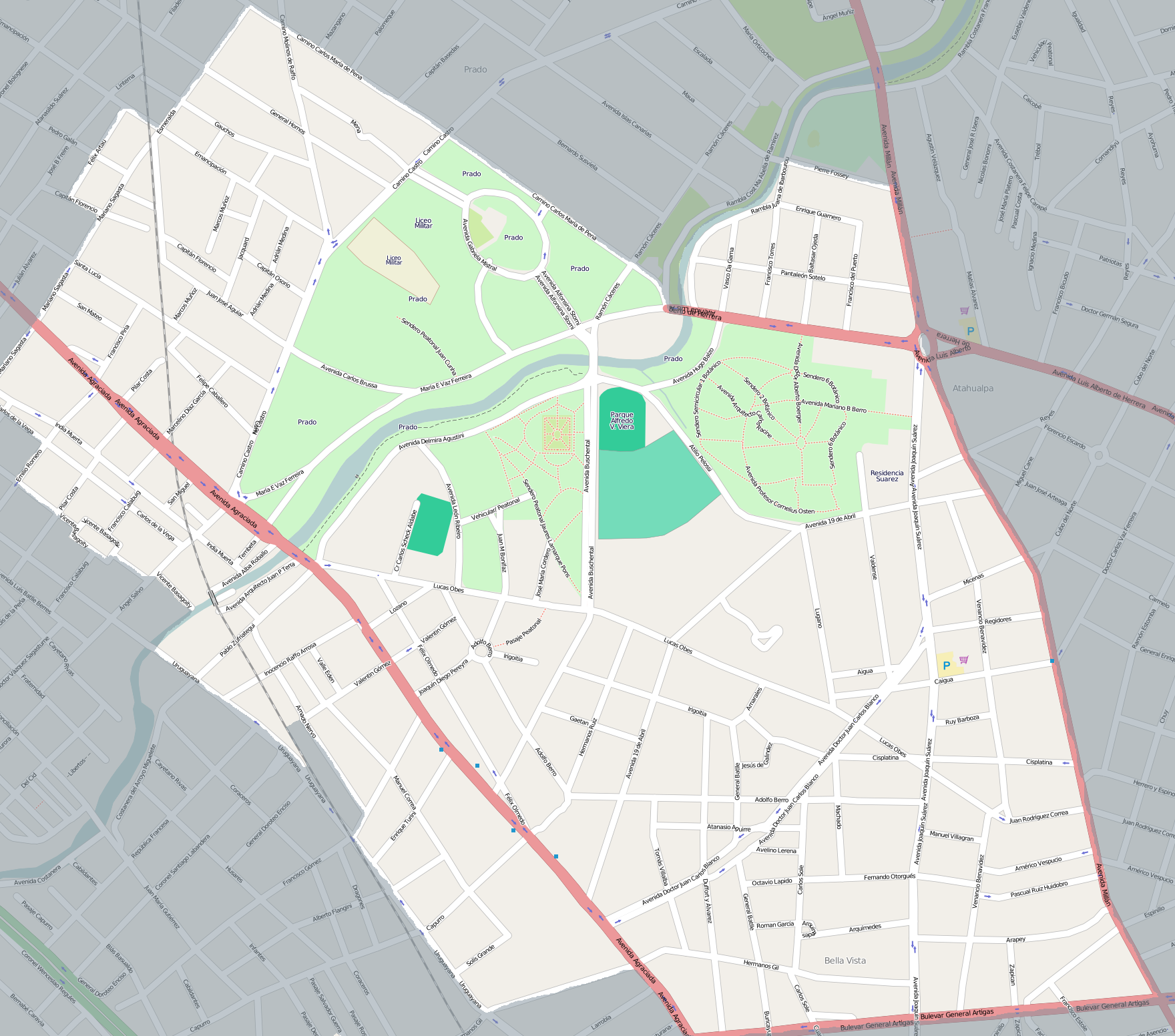
Plan von Prado - Nueva Savona

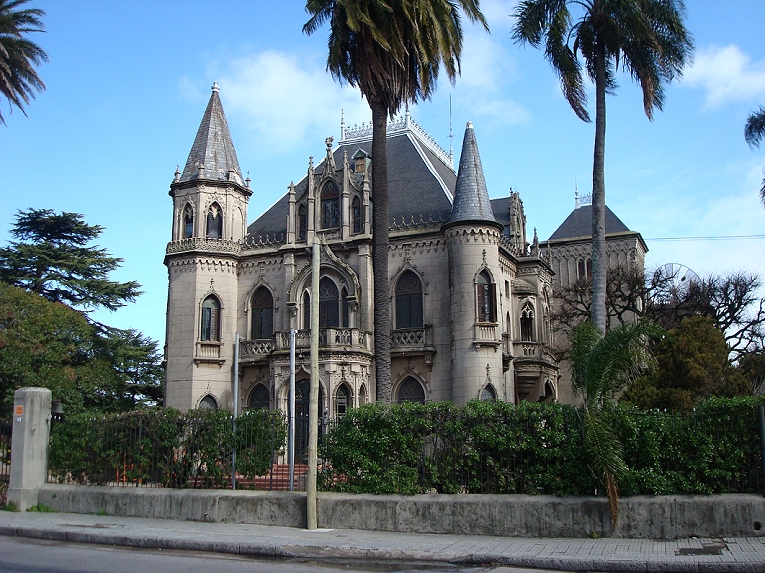
Castillo Soneira

Prado - Nueva Savona ist ein Stadtviertel (barrio) der uruguayischen Hauptstadt Montevideo.

## Lage und Geographie
Das aus den Barrios Prado und Nueva Savona zusammengesetzte Viertel liegt im nördlichen Teil des Departamentos Montevideo. Es wird von den Barrios La Teja (Westen), Belvedere (Nordwesten), Paso de las Duranas (Norden), Aires Puros (Osten), Atahualpa (Osten), Reducto (Süden) und Capurro - Bella Vista (Süden) umgeben. Das Stadtviertel wird dabei unter anderem im Osten durch die Avenida Millán und südlich durch den dort verlaufenden Bulevar Artigas begrenzt. Das Gebiet von Prado - Nueva Savona ist den Municipios Municipio A und Municipio C zugeordnet.

## Einwohner
Derzeit sind dort 20.672 Einwohner zu verzeichnen.(Stand: 2005)

## Beschreibung
Das Viertel ist durch seine Alleen sowie seine Anfang des 20. Jahrhunderts errichtete, teilweise gehobene Wohnbebauung geprägt. Innerhalb des Viertels erstreckt sich ein weitläufiger Park, durch den der Arroyo Miguelete führt. Auch befindet sich im Stadtteil der botanische Garten Jardín Botánico Profesor Atilio Lombardo und mit der Residencia Presidencial de Suárez y Reyes die Residenz der Präsidenten von Uruguay. Weitere hervorzuhebende Bauwerke sind die Kirche Iglesia de los Hermanos Carmelitas, das Castillo Soneira, das Casa Costemalle, das Casa Maya y Silva, das Casa quinta Eastman, das Casa quinta Alfonso Seré, das Edificio Salvo, das Hotel del Paso del Molino, das Hotel del Prado und das seit 1999 als Monumento Histórico Nacional eingestufte Casa quinta Aurelio Berro, in dem sich der Sitz von Uruguay National Garden befindet.
Des Weiteren beherbergt Prado drei Fußballstadien. Dies sind der Parque José Nasazzi, der Parque Federico Saroldi sowie der Parque Alfredo V. Viera. Dort tragen die Vereine Bella Vista, River Plate Montevideo und die Montevideo Wanderers gewöhnlich ihre Heimspiele aus.

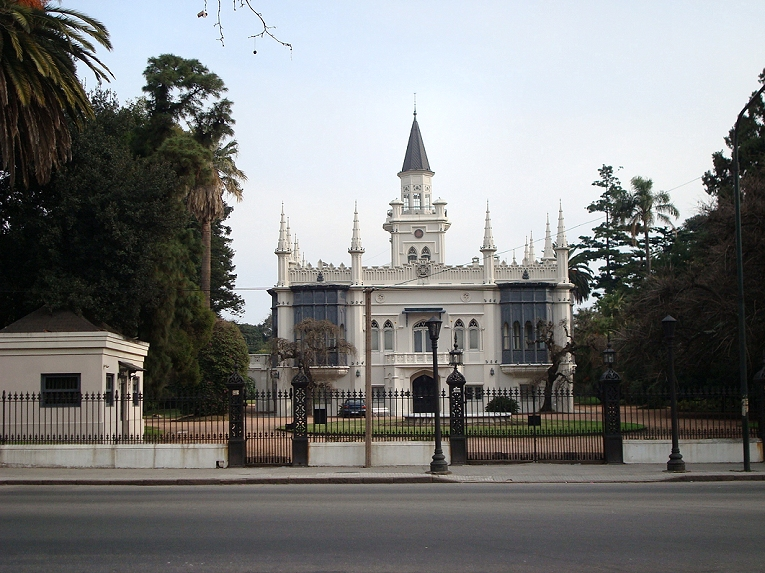
Casa quinta Aurelio Berro
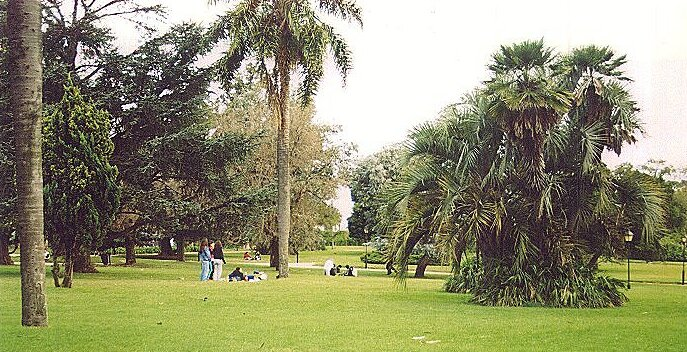
Park im Stadtviertel Prado
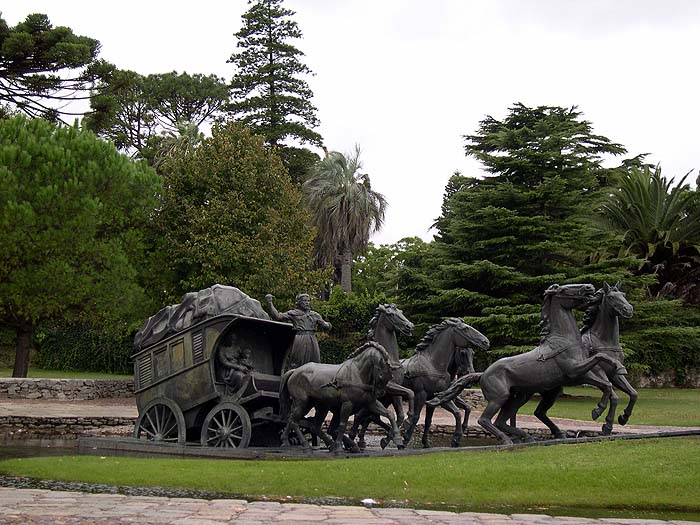
Plastik des Bildhauers José Belloni im Stadtviertel Prado.